# 대구금계초등학교
대구금계초등학교(大邱金鷄初等學校)는 대한민국 대구광역시 달성군에 있는 공립 초등학교이다.

## 학교 연혁
- 1966-03-01 달성군 금계국민학교 개교(10학급)
- 1968-02-17 제1회 졸업(100명)
- 1982-01-25 병설 유치원 설립인가
- 1989-08-30 교실 8개 개축 준공
- 1995-03-01 대구금계국민학교로 교명 변경(대구광역시 편입)
- 1996-03-01 대구금계초등학교로 교명 변경
- 1997-02-28 수세식 화장실 4실 신축 준공
- 2002-02-17 교실 6, 급식실 4, 교원 편의시설 1실 증축
- 2008-03-01 대구광역시교육청지정 학교급식 시범학교
- 2009-04-14 방송실 현대화 사업 기기정비
- 2009-10-10 신관 3층 증축 및 노후바닥개선 공사
- 2009-12-28 보건실 현대화 사업
- 2010-10-29 도서관 ‘책마루’ 현대화 사업
- 2011-03-01 대구시교육청 지정 농어촌 연중 돌봄학교
- 2011-03-01 제21대 배성근 교장 선생님 부임
- 2012-02-16 제45회 졸업식 22명 졸업(졸업생 총 2329명)
- 2012-03-01 대구광역시교육청 지정 신문활용교육 정책연구학교
- 2012-03-01 일반학급 9, 특수학급1, 유치원(종일반) 1학급 편성
- 2012-10-18 인조잔디 운동장 조성
- 2013-02-14 제46회 졸업식 36명 졸업(졸업생 총 2365명)
- 2013-03-01 일반학급 9, 특수학급 1, 유치원(종일반)1학급 편성
- 2014-02-14 제47회 졸업식 29명 졸업(졸업생 총 2394명)
- 2014-03-01 일반학급8, 특수학급1, 유치원(종일반)1학급 편성
- 2015-02-17 제48회 졸업식 20명 졸업(졸업생 총 2414명)
- 2015-03-01 제22대 황영숙교장선생님 부임
- 2015-03-01 일반학급11, 유치원(종일반)1학급 편성
- 2016-03-01 옥빛유치원으로 통폐합

## 참고 자료
- 대구금계초등학교 - 한국교육학술정보원 학교알리미